# Hermann Goedsche
Herrmann Ottomar Friedrich Goedsche, noto anche con lo pseudonimo di Sir John Retcliffe (Trachenberg, 12 febbraio 1815 – Cieplice Śląskie-Zdrój, 8 novembre 1878), è stato uno scrittore e agente segreto tedesco.

## Biografia
Figlio del borgomastro di Trachenberg in Slesia, fu un dirigente delle poste, svolgendo in realtà il ruolo di agente provocatore per la polizia segreta prussiana, per cui confezionava lettere false da usare come prove contro avversari politici. Nel processo a Franz Leo Benedikt Waldeck furono scoperti dei suoi falsi, e fu costretto a lasciare le poste, nel 1849. 
Un anno prima era entrato a far parte della redazione del giornale ultraconservatore Kreuzzeitung.

## L'opera
I suoi romanzi storico-sentimentali, in contrasto con lo pseudonimo anglofono dell'autore, sono contraddistinti da sentimenti fortemente anti-britannici e da una profonda avversione verso gli inglesi. In essi si critica frequentemente il colonialismo in funzione antibritannica, ma sono principalmente caratterizzati da un forte antisemitismo, ed in uno dei suoi romanzi, Biarritz del 1868, in cui riprendeva alcune parti del libro Dialoghi infernali di Machiavelli e Montesquieu del francese Maurice Joly, si racconta di un incontro che si sarebbe svolto ogni cento anni presso il cimitero di Praga, in cui i più eminenti rabbini, in rappresentanza delle dodici tribù, si sarebbero accordati per la conquista del potere mondiale. Il libro fece molto successo soprattutto in Russia, e l'Ochrana lo utilizzò come base per il pamphlet antisemita dei Protocolli dei Savi di Sion.